# Улыбовка
Улыбовка — село в Вольском районе Саратовской области России. Входит в состав Кряжимского муниципального образования.

## История
В «Списке населённых мест Саратовской губернии по данным 1859 года» населённый пункт упомянут как владельческое село Улыбовка Волгского уезда (1-го стана) при речке Теришке, расположенное в 30 верстах от уездного города Волгска. В селе имелось 108 дворов и проживало 696 жителей (345 мужчин и 351 женщина). Действовали православная церковь, ярмарка. винокурный завод, овчарня и базар.
В XIX веке Улыбовка принадлежало князю А. А. Щербатову, который продал её, перед тем отстроив здесь новую, более вместительную, церковь.  
Согласно «Списку населённых мест Вольского уезда» издания 1914 года (по сведениям за 1911 год) в селе Улыбовка (Казанское, Богородское), являвшейся центром Улыбовской волости, имелось 210 хозяйств и проживало 1068 человек (506 мужчин и 562 женщины). В национальном составе населения преобладали великороссы. Функционировали церковь, церковная школа и базар.

## География
Село находится в северной части области, в пределах Приволжской возвышенности, на правом берегу реки Терешка, на расстоянии примерно 25 километров (по прямой) к северо-западу от города Вольск. Абсолютная высота — 50 метров над уровнем моря.
Часовой пояс
Село Улыбовка, как и вся Саратовская область, находится в часовой зоне МСК+1. Смещение применяемого времени относительно UTC составляет +4:00.

## Население
| 2010 |
| ---- |
| 28   |

Гендерный состав
По данным Всероссийской переписи населения 2010 года в гендерной структуре населения мужчины составляли 42,9 %, женщины — соответственно также 57,1 %.
Национальный состав
Согласно результатам переписи 2002 года, в национальной структуре населения русские составляли 89 % из 69 чел.

## Улицы
Уличная сеть села состоит из одной улицы (ул. 1 Мая).